# Velasquismo

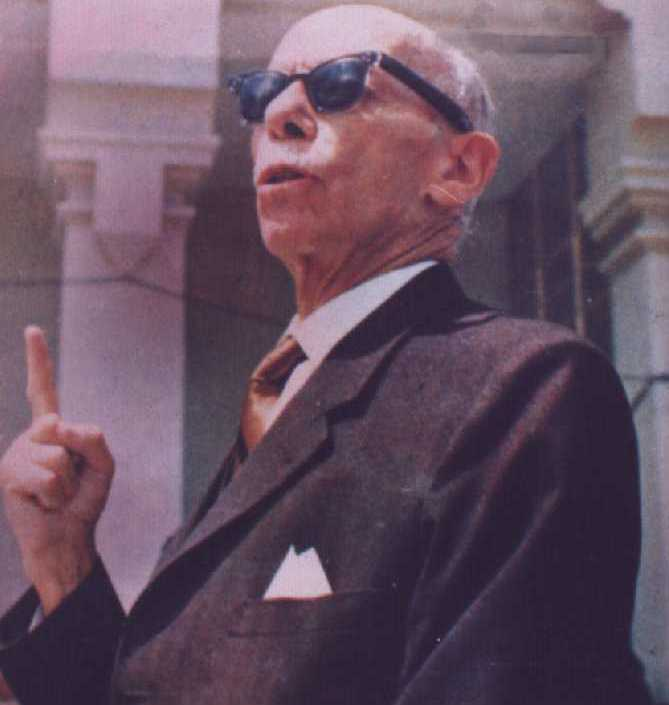
José María Velasco Ibarra durante un discurso público.

El velasquismo es el nombre con el que se conoce al movimiento político populista de Ecuador surgido alrededor de la figura de José María Velasco Ibarra, quien fue presidente del país en cinco ocasiones distintas. El movimiento dominó la escena política nacional durante casi cuatro décadas, desde 1934, fecha en que Velasco Ibarra asumió por primera vez la presidencia, hasta 1972, año en el que dejó el poder por última vez.
El alto grado de influencia que el movimiento tuvo sobre la política ecuatoriana lo ubica como uno de los únicos movimientos de su tipo en América Latina, siendo el peronismo argentino uno de los pocos similares.
Además del movimiento político como tal, el denominativo velasquismo se utiliza también para designar a cada periodo presidencial de Velasco Ibarra, siguiendo la forma «segundo velasquismo», «tercer velasquismo», etc.

## Historia
El surgimiento del velasquismo tuvo lugar luego del vacío de poder provocado por una serie de crisis políticas ocurridas en Ecuador durante la década de 1920 y principios de 1930. Este periodo de turbulencia social vio la caída de distintas facciones políticas que mantenían una disputa por el poder en el país. Primero fueron los gobiernos liberales que representaban a la burguesía guayaquileña, que cayeron en 1925 durante la Revolución Juliana; luego llegó al poder la facción liberal dominada por militares y reformistas, cuyo gobierno fue derrocado en 1931; por último estaban los terratenientes conservadores de la Sierra, que fueron derrotados un año después durante la Guerra de los cuatro días. Estas crisis políticas desembocaron en un clima de incertidumbre en que a las élites plutocráticas de la Costa les era imposible ganar elecciones debido a su baja popularidad, mientras que las élites conservadoras de la Sierra no contaban con apoyo de los grupos económicos para asumir el poder.
Otro factor importante que explica el ascenso de la figura de Velasco Ibarra fue la crisis económica producida por la Gran Depresión, que provocó olas migratorias desde el campo a las ciudades por parte de agricultores que habían quedado inesperadamente desocupados. Dado que las ciudades no contaban con plazas de trabajo disponibles para estos migrantes, las ciudades de Quito y Guayaquil vieron un aumento considerable de la población marginal. La victoria de Velasco Ibarra en la contienda por la presidencia de la república de 1933 ocurrió justamente porque logró presentarse como el representante de estas clases olvidadas.

## Características
El velasquismo alcanzó un nivel de popularidad en el país que nunca antes alcanzaron otras figuras históricas calificadas de caudillos, como José María Urbina, Gabriel García Moreno o Eloy Alfaro. Una de las mayores herramientas de Velasco Ibarra para aumentar su popularidad fue el uso de nuevas tecnologías que permitieron que su mensaje llegara a una mayor parte de la población, entre ellas la radio y la televisión. Como él mismo admitió en varios de sus escritos, esta etapa del siglo XX estuvo marcada por el ascenso a la escena política de las clases populares, a las que Velasco Ibarra convirtió en protagonistas por medio de sus dotes de oratoria y su modo de hacer política, que consistía en distanciarse de las élites y buscar el apoyo directo del pueblo en las calles.
En relación con su ideología política, el velasquismo nunca contó con una posición definida y, durante sus años en el poder, Velasco Ibarra concretó alianzas de hecho con sectores opuestos del espectro político. Su éxito para lograr apoyos disímiles se debió en gran medida a su capacidad para posicionarse como el mal menor para distintos grupos a la vez. Aunque los grupos de poder eran atacados en muchos de sus discursos, los mismos sabían que podrían mantener sus privilegios durante los gobiernos de Velasco Ibarra, por lo que representaba una alternativa mucho más preferible a los clamores revolucionarios que exigía gran parte de la población. Del otro lado, a pesar de haberse posicionado siempre como opositores del velasquismo, algunos sectores socialistas y comunistas terminaron dándole un apoyo tácito ante el peligro de candidatos pertenecientes al conservadurismo extremo, como Camilo Ponce Enríquez, o representantes de la burguesía liberal.
En una entrevista en que fue cuestionado sobre su ideología, Velasco Ibarra contestó:

Yo me siento ligado a una misión divina del hombre en la vida, cual es la de cooperar para que toda la naturaleza y la humanidad salgan del caos a la organización y de las tinieblas a la luz.

Esta contradicción ideológica se mantuvo a lo largo de toda su carrera política, como dejó entrever en un discurso dado el 23 de noviembre de 1960, cuando afirmó que el velasquismo pertenecía al mismo tiempo a las tres corrientes políticas principales que en ese entonces disputaban el poder en Ecuador: el liberalismo, el conservadurismo y el socialismo. Sus declaraciones exactas al respecto fueron:

He aquí, señores, lo que es el velasquismo: una doctrina liberal, una doctrina cristiana, una doctrina del socialismo.

## Legado
El modelo populista del velasquismo y su enfoque en los sectores marginales de la sociedad ha hallado ecos en el estilo de hacer política de personalidades y partidos políticos posteriores. Uno de los más notorios ejemplos de ello fue el partido Concentración de Fuerzas Populares, que alcanzó apoyo en los mismos sectores suburbanos de Guayaquil que antes habían apoyado a Velasco Ibarra. La forma de hacer política del expresidente Abdalá Bucaram también ha sido comparada con el velasquismo.